# AS Arapiraquense
Az Agremiação Sportiva Arapiraquense, röviden ASA, egy brazil labdarúgócsapat, melyet Alagoas állam Arapiraca nevű városában hoztak létre. Az Alagoano állami bajnokság, és az országos harmadosztály, a Série C tagja.

## Sikerlista

### Állami
- 7-szeres Alagoano bajnok: 1953, 2000, 2001, 2003, 2005, 2009, 2011

## Játékoskeret
2014-től
| # |     | Poszt | Név              |
| - | --- | ----- | ---------------- |
|   | BRA | K     | Marcão           |
|   | BRA | K     | Pedro Henrique   |
|   | BRA | K     | Vinicius         |
|   | BRA | V     | Amarildo         |
|   | BRA | V     | André Nunes      |
|   | BRA | V     | Augusto          |
|   | BRA | V     | Cristiano Gaúcho |
|   | BRA | V     | Jorge            |
|   | BRA | V     | Leandrinho       |
|   | BRA | V     | Rodrigão         |
|   | BRA | V     | Rogério          |
|   | BRA | V     | Romano           |
|   | BRA | V     | Tiago Baiano     |
|   | BRA | KP    | Alex Henrique    |
|   | BRA | KP    | Cal              |
|   | BRA | KP    | Didira           |

| # |     | Poszt | Név                             |
| - | --- | ----- | ------------------------------- |
|   | BRA | KP    | Natan (kölcsönben a Grêmio-tól) |
|   | BRA | KP    | Glauber                         |
|   | BRA | KP    | Jaildo                          |
|   | BRA | KP    | Jean                            |
|   | BRA | KP    | Jorginho                        |
|   | BRA | KP    | Kiko Alagoano                   |
|   | BRA | KP    | Lucas                           |
|   | BRA | KP    | Rafael Gava                     |
|   | BRA | KP    | Rai                             |
|   | BRA | KP    | Thallyson                       |
|   | BRA | CS    | Anderson Lessa                  |
|   | BRA | CS    | Bruno Carvalho                  |
|   | BRA | CS    | Lima                            |
|   | BRA | CS    | Ramazotti                       |
|   | BRA | CS    | Tiago Cavalcanti                |
|   | BRA | CS    | Wanderson                       |